# Mediteranske igre na pijesku
Mediteranske igre na pijesku (engl.: Mediterranean Beach Games) međunarodno su višešportsko natjecanje država Sredozemlja čije će se prvo izdanje održati u Pescari u Italiji 2015. godine. Održavanje ovog natjecanja potvrđeno je na Općoj skupštini Međunarodnog odbora Mediteranskih igara koja je održana u turskom gradu Mersinu (domaćinu MI 2013.) 19. lipnja 2013. Igre će se održavati svako 4 godine, dvije godine nakon velikih Mediteranskih igara.

## Izdanja
| Opširnije                       | Vrijeme održavanja        | Mjesto  | Država  |
| ------------------------------- | ------------------------- | ------- | ------- |
| I. Mediteranske igre na pijesku | 21. do 30. kolovoza 2015. | Pescara | Italija |

### Natjecateljske zemlje
- Afrika: Alžir, Egipat, Libija, Maroko, Tunis
- Azija: Cipar, Libanon, Sirija i Turska
- Europa: Albanija, Andora, BiH, Crna Gora, Hrvatska, Francuska, Grčka, Italija, Makedonija, Malta, Monako, Srbija, San Marino, Slovenija, Španjolska, Turska

### Športovi
- akvatlon
- plivanje s perajama
- daljinsko plivanje
- veslanje
- badminton na pijesku
- nogomet na pijesku
- rukomet na pijesku
- kanupolo
- hrvanje na pijesku
- plivanje (razne kategorije)
- športski ribolov
- ragbi na pijesku
- wakeboard
- daskanje
- tenis na pijesku
- jedrenje
- odbojka na pijesku

Od ovih športova plivanje, veslanje, jedrenje i odbojka na pijesku dosada su bili u programu Mediteranskih igara.